# Pedicularis maximowiczii
Pedicularis maximowiczii är en snyltrotsväxtart som beskrevs av Andrej Nikovaevich Krasnov. Pedicularis maximowiczii ingår i släktet spiror, och familjen snyltrotsväxter. Inga underarter finns listade i Catalogue of Life.